# Wickensen
Wickensen ist eine Ortslage von Eschershausen in Südniedersachsen.

## Geographie
Der Ort liegt je etwa einen Kilometer südlich von Eschershausen und von Holzen und etwa zwei Kilometer nördlich von Lenne an der Bundesstraße 64. Er ist in dem Tal der Lenne zwischen Homburgwald und Hils gelegen.

## Geschichte

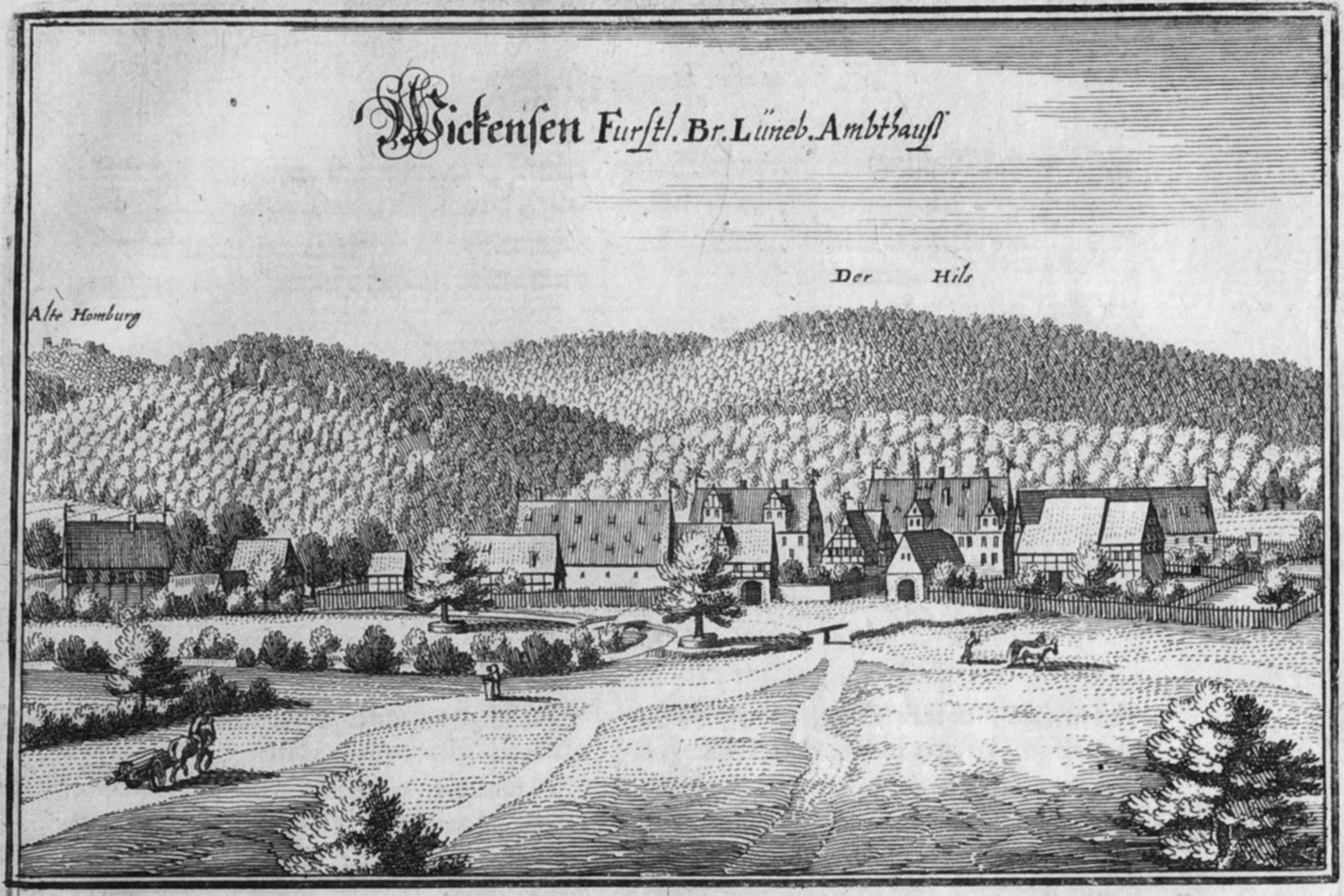
Wickensen in der frühen Neuzeit

Wickensen wurde im frühen 16. Jahrhundert erstmals urkundlich erwähnt und entstand als Vorwerk für die Homburg. Die Homburg war seit dem Aussterben der Edelherren von Homburg ein Sitz eines Amtes der Welfen. Von dort wurde der Sitz 1535 nach Wickensen verlegt. Der Welfe Heinrich II. ließ 1542 ein neues Amtshaus errichten, wofür einige Bauelemente der Homburg verwendet wurden. Vollrad von Mansfeld richtete 1552 schwere Schäden an dem Gebäude an, die später behoben wurden. Das Amt Wickensen wurde im 19. Jahrhundert in die Stadtmitte Eschershausens verlegt. 1973 wurde das Amt Eschershausen aufgelöst und die Zuständigkeiten in die Kreisstadt Holzminden verlagert.
Wickensen besaß einen Bahnhof an der Bahnstrecke Vorwohle–Emmerthal, der im Jahr 1900 eröffnet wurde. 1975 wurde der Personenverkehr eingestellt; bis 1998 wurde noch Güterverkehr mit der Verladung von Gips- und Kalksteinen der nahen Steinbrüche betrieben.

## Kultur und Sehenswürdigkeiten
- Motorrad-Auto-Nostalgie-Museum, ein NSU-Motorradmuseum in historischem Gebäude mit Ausstellung zur Alltagsgeschichte der 1950er und 1960er Jahre[5]
- Jährliches Erntefest auf der Domäne am ersten Sonntag im Oktober mit Gottesdienst, Kunst- und Handwerkermarkt, Oldtimershow, traditioneller Dreschvorführung und Traktorpulling[6]